# Bibliografia sobre Elvis Presley
Esta é uma listagem de livros sobre a vida e obra de Elvis Presley. Calcula-se que até o ano de 2006 existam por volta de três mil publicações a respeito de Elvis em todo o planeta.[carece de fontes?]

## Publicados no Brasil
- KLEIST, Reinhard; ACKERMANN, Titus (tradução de Margit Neumann e Michael KOrfmann) - Elvis (biografia em quadrinhos. Editora 8INVERSO (2010)
- BRÁS, Odair - Elvis (Coleção Para Saber Mais). Revista Super Interessante (2004)
- CAMARGO BRITO, Maurício - Elvis - Mito e Realidade.
- CECON, Waldenir - Elvis - O Rei de Las Vegas. - Elvis Presley's World Fan Club (2005)
- CECON, Waldenir - Elvis em Turnê.-  Elvis Presley's World Fan Club (2006)
- CECON, Waldenir - Elvis, o homem por detrás do mito -  Elvis Presley´s World Fan Club (2007)
- LEMOS COSTA, Marcelo Eduardo e BRUNO, J.C. - Elvis Por Ele Mesmo. Editora Martin Claret (1989)
- MIZIARA, Ana Flávia e LEMOS COSTA, Marcelo Eduardo - Elvis Presley. Editora Roka (1996)

## Publicados nos Estados Unidos
- Elvis Mania - Lee Jay Vega (1975)
- Elvis - Albert Goldman (1981) ISBN 0-7139-1474-2
- Elvis and Me (Elvis e Eu) - Priscilla Presley e Sandra Harmon (1985) ISBN 0-425-09103-1
- The Immortal Elvis Presley, 1935-1977 - Joseph Adair (1992) ISBN 0-603-55097-5
- Elvis: The Secret Files - John Parker (1993) ISBN 1-85470-039-1
- Last Train to Memphis - Peter Guralnick (1994) ISBN 0-349-10651-7
- Elvis Aaron Presley - Revelations from the Mafia Memphis - Alanna Nash (1995) ISBN 0-06-017619-9
- Essential Elvis - A Photographic Survey Of His Top Fifty Recordings - Peter Silverton (1997) ISBN 0-233-99245-6
- Elvis! Elvis! Elvis: The King and His Movies - Peter Guttmacher (1997) ISBN 1-56799-530-6
- Images Of Elvis Presley In American Culture 1977-1997 - The Mystery Terrain - George Plasketes (1997) ISBN 1-56023-861-5
- A Life In Music - The Complete Recording Sessions - Ernst Jorgensen (1998) ISBN 0-312-18572-3
- All Shook Up - Elvis Day By Day, 1954 -1977 - Lee Cotten (1998) ISBN 1-56075-046-4
- Elvis' Search For God - Jess Stearn e Larry Geller (1998) ISBN 1-883729-07-6
- Careless Love - The Unmaking of Elvis Presley - Peter Guralnick (1999) ISBN 0-316-33222-4
- Elvis Culture; Fans, Faith & Image - Erika Doss (1999) ISBN 0-7006-0948-2
- Elvis Day by Day - Peter Guralnick e Ernst Jorgensen (1999) ISBN 0-345-42089-6
- Travels With Elvis - Jack Barth (1999) ISBN 0-517-20309-X
- Trying To Get To You - The Story Of Elvis Presley - Valerie Harms (2000) ISBN 0-595-09298-5
- Word for Word - Jerry Osborne (1999) ISBN 0-932117-29-5 e (2000) ISBN 0-609-60803-7
- Infinite Elvis - An Annotated Bibliography - Mary Hancock Hinds (2001) ISBN 1-55652-410-2
- All Shook Up: Collected Poems about Elvis - Will Clemens e Jon Hughes (2001) ISBN 1-55728-704-X
- Elvis Mania - Long Live The King! - Linc Wonham (2002) ISBN 1-57243-521-6
- Elvis by the Presley's - David Ritz (2005) ISBN 0-307-23741-9
- Essential Elvis Interviews - Andrew Hearn (2005) ISBN 0-9549820-0-2